# Paolo Borsellino
Paolo Borsellino (ur. 19 stycznia 1940 w Palermo, zm. 19 lipca 1992 tamże) – włoski sędzia, jeden z najbliższych współpracowników Giovanniego Falcone. Brat Rity Borsellino.

## Życiorys
Ukończył prawo na Uniwersytecie w Palermo w 1962. Początkowo pracował poza Sycylią, jednak w 1975 powrócił w rodzinne strony i rozpoczął bezkompromisową walkę z mafią. Doprowadził do aresztowania tzw. wielkiej szóstki mafijnej w 1980. W tym samym roku mafia zamordowała jego współpracownika, kapitana karabinierów Emanuele Basilego. Wówczas sędzia Borsellino złożył wniosek o ochronę. W tym czasie podjął współpracę z Giovannim Falcone oraz Rocco Chinnicim, badając związki mafii sycylijskiej z polityką i gospodarką (tzw. trzeci poziom). Był członkiem Sztabu Antymafijnego (z ang. Antimafia Pool) w Palermo (obok m.in. Rocco Chinniciego i Giovanniego Falcone), pełnił stanowisko głównego prokuratora w Marsali. Jako jeden z siedmiu sędziów śledczych doprowadził do słynnego Maksiprocesu; akt oskarżenia przygotowało pięciu z nich.
W pierwszej połowie 1988 twierdził krytycznie:

Państwo się poddało. Sztab Antymafijny jest w rozsypce. Cała przeszłość poszła do kosza. Policja znowu nie wie, co się dzieje w Cosa Nostra. (...) Cofamy się w przeszłość, do sytuacji, w jakiej byliśmy dziesięć albo dwadzieścia lat temu.

W 1992 zginął w zamachu bombowym pod domem swojej matki, wraz z pięcioma towarzyszącymi mu policjantami z ochrony.